# Liberum veto

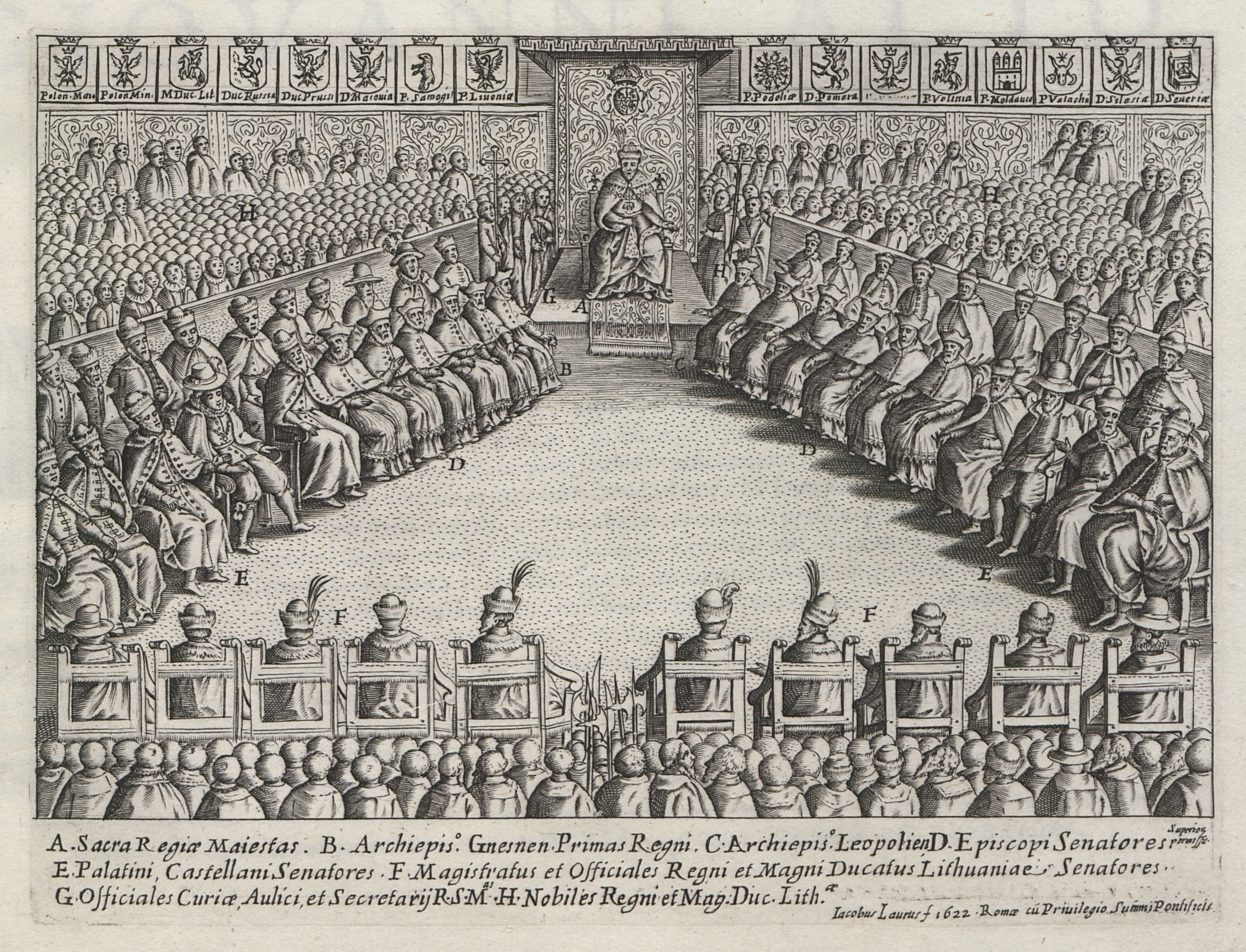
Sesión del Sejm en el Castillo Real de Varsovia, grabado de 1622.

El liberum veto (expresión en latín para "libre veto") fue un mecanismo de tipo parlamentario en el Reino de Polonia-Lituania creado en la época de la Libertad Dorada de dicho Estado, en vigor desde 1573 hasta la extinción de Polonia-Lituana en 1795 como resultado de las Particiones de Polonia. 

## Funcionamiento
El "liberum veto" consistía en una modalidad de votación donde cualquier miembro del Sejm (parlamento de la aristocracia de Polonia-Lituania) podía oponerse a una decisión de la asamblea y vetar la aplicación de tal decisión o suspender las deliberaciones, declarando en alta voz la expresión polaca Nie pozwalam!, traducible por "no lo permito", por lo cual un solo voto discordante bastaba para suspender la sesión o dejar sin efecto un acuerdo. Esto exigía en la práctica que las decisiones del Sejm fueran  unánimes, y el veto podía pronunciarse al presentar mociones, al momento de votar éstas, o inclusive una vez aprobadas ya las mociones sin que la asamblea se hubiera disuelto aún.
La premisa de este principio era el respeto a la plena igualdad entre los miembros de la aristocracia polaca o szlachta, que comprendía casi el 10% de la población y que tenía el derecho (aunque no la obligación) de participar en el Sejm. La finalidad buscada con el liberum veto era impedir un abuso de poder por parte del rey, evitando el peligro de una monarquía absoluta y fortaleciendo ciertos elementos democráticos en el contexto de la Libertad Dorada de Polonia-Lituania. Tal institución suponía un elemento raro en la Europa del siglo XVI donde las monarquías centralizaban su autoridad cada vez más promoviendo el absolutismo y reduciendo severamente el poder político de la aristocracia local. De este modo el liberum veto tenía como primera meta impedir el incremento del poder del monarca y como segundo propósito defender las libertades civiles de la aristocracia, evitando que el rey intente establecer una tiranía mediante maniobras en el Sejm.

## Críticas
Con todo, el "liberum veto" no estaba exento de críticas, incluso dentro de Polonia-Lituania pues exigir unanimidad en las votaciones del Sejm causaba una verdadera parálisis en la administración pública del Reino, al ser muchas veces imposible lograr un acuerdo unánime de los aristócratas, pues conforme al liberum veto la regla de la mayoría era imposible de aplicar por los nobles del Sejm, quienes defendían el liberum veto como herramienta esencial de defensa de sus derechos. 
En otros casos, los propios reyes de Polonia-Lituania debían otorgar gravosos privilegios y ventajas a los aristócratas para que no ejercieran el "liberum veto", inclusive en contra de los intereses del Reino, dado que gracias al "liberum veto" un solo aristócrata podía fácilmente detener la administración cotidiana del gobierno o hasta impedir la toma de decisiones urgentes en circunstancias difíciles. Esto perjudicaba gravemente la autoridad del rey y promovía una efectiva "anarquía de los nobles", pues el monarca debía otorgar cada vez más concesiones a la szlachta en forma de privilegios, tierras, o empleos para que no utilizara el liberum veto en el Sejm; ello fortalecía los intereses de la szlachta pero a largo plazo debilitaba cualquier gobierno medianamente eficiente del reino polaco-lituano ante vecinos cada vez más agresivos (como el Imperio Ruso, Austria, y el Reino de Prusia). En otros países como Suecia, Dinamarca, u Holanda, la expresión "como parlamento polaco" se convirtió en frase común equivalente a "anarquía" o "ineficacia".

## Consecuencias
Así, fue el liberum veto el que impidió que el rey Juan III Sobieski pudiera dejar la corona a su hijo Jaime Luis Sobieski en 1697 pues en tal ocasión influyentes aristócratas polacos insistieron en imponer una elección que declaró monarca a un príncipe alemán: Augusto de Sajonia.
Tal mecanismo mostró sus mayores peligros cuando desde inicios del siglo XVIII poderosos miembros de la szlachta aceptaron sobornos de potencias extranjeras (especialmente el Imperio Ruso) a cambio de ejercer arbitrariamente el "liberum veto" y paralizar por meses o años la administración pública de Polonia-Lituania. 
Incluso, de las casi 150 sesiones del Sejm ocurridas entre 1573 y 1763, 53 de ellas concluyeron sin tomar decisión gubernativa alguna por el abuso del "liberum veto" que bloqueaba cualquier consenso. Bajo los 34 años de reinado de Augusto II (1697-1733) sólo 8 sesiones del Sejm culminaron en acuerdos de la asamblea pese a la grave situación de Polonia durante la Gran Guerra del Norte contra Suecia, impidiendo también que el rey Augusto nombre sucesor a su hijo y precipitando la Guerra de Sucesión Polaca en 1734. 
En tiempos del siguiente rey, Augusto III (1734-1763) este número empeoró: tras 30 años de reinado apenas en una ocasión el Sejm logró emitir acuerdos unánimes. Bajo el reinado de su sucesor, Estanislao II (1763-1795), los Sejm siguieron operando bajo la regla del liberum veto y la aristocracia hostil al rey maniobró contra éste. Tal enfrentamiento terminó favoreciendo los intereses del Imperio ruso (el cual patrocinó con tropas y armas a la szlachta hostil a Estanislao II) debilitando aún más a Polonia-Lituania y facilitando las sucesivas Particiones de Polonia desde 1772.